# The Disaster Artist: Úžasný propadák
The Disaster Artist: Úžasný propadák (v anglickém originále The Disaster Artist) je americký životopisný komediálně-dramatický film z roku 2017. Režie a produkce se ujal James Franco a scénáře Michael H. Weber a Scott Neustadter. Ve snímku hrají hlavní role James Franco a Dave Franco, ve vedlejších rolích se poté objevili Seth Rogen, Alison Brie, Ari Graynor, Josh Hutcherson a Jacki Weaver. Děj filmu zachycuje tvoření filmu The Room z roku 2003. Film měl premiéru na filmovém festival South by Southwest 12. března 2017, poté byl promítán na Mezinárodním filmovém festivalu v Torontu a Mezinárodním filmovém festivalu v San Sebastiánu, kde získal hlavní cenu Zlatou mušli.
Premiéra ve Spojených státech amerických proběhla 1. prosince 2017. Premiéra v České republice nebyla zatím oznámena. Film získal pozitivní recenze od kritiků.

## Obsazení
- James Franco jako Tommy Wiseau (český dabing: Marek Holý)
- Dave Franco jako Greg Sestero (český dabing: Petr Neskusil)
- Seth Rogen jako Sandy Schklair (český dabing: Tomáš Juřička)
- Ari Graynor jako Juliette Danielle (český dabing: Martina Kechnerová)
- Josh Hutcherson jako Philip Haldiman (český dabing: Viktor Dvořák)
- Jacki Weaver jako Carolyn Minnott (český dabing: Jana Altmannová)
- Alison Brie jako Amber, Gregova přítelkyně (český dabing: Nina Horáková)
- Megan Mullally jako paní Sesterová, Gregova matka (český dabing: Petra Hanžlíková-Tišnovská)
- Hannibal Buress jako Bill Meurer, majitel Birns and Sawyer (český dabing: Jiří Krejčí)
- Jason Mantzoukas jako Peter Anway (český dabing: Filip Švarc)
- Paul Scheer jako Raphael Smadja (český dabing: Svatopluk Schuller)
- Sharon Stone jako Iris Burton, Gregovo agentka (český dabing: Regina Řandová)
- Melanie Griffith jako Jean Shelton, učitelka herectví
- Zac Efron jako Dan Janjigian (český dabing: Marek Libert)
- Andrew Santino jako Scott Holmes
- June Diane Raphael jako Robyn Paris
- Nathan Fielder jako Kyle Vogt
- Brian Huskey jako Teller
- Bob Odenkirk jako Stanislavsky Teacher
- Brett Gelman jako učitel herectví
- Casey Wilson jako režisér castingu
- Zoey Deutch jako Bobbi
- Christopher Mintz-Plasse jako Sid
- Jason Mitchell jako Nate
- Randall Park jako herec
- Jerrod Carmichael jako kamarád
- Tom Franco jako Karl
- John Early jako Chris
- Sugar Lyn Beard jako herečka
- Charlyne Yi jako Safowa Bright (český dabing: Zuzana Sčerbová)

Ve filmu si také zahráli cameo role herci: Bryan Cranston, Judd Apatow, Zach Braff, J. J. Abrams, David DeCoteau, Lizzy Caplan, Kristen Bellová, Keegan-Michael Key, Adam Scott, Danny McBride, Dylan Minnette, Kate Upton, Angelyne, Kevin Smith a Ike Barinholtz. Greg Sestero si zahrál castingové agenta, ale jeho scéna byla vystřižena. Tommy Wiseau si zahrál ve filmu Henryho.

## Přijetí

### Tržby
Za první víkend promítání film vydělal z 19 kin 64 254 dolarů. Následující víkend byl promítán v 800 kinech, kde vydělal 5 milionů dolarů.

### Recenze
Film získal pozitivní recenze od kritiků. Na recenzní stránce Rotten Tomatoes získal z 189 započtených recenzí 94 procent s průměrným ratingem 7,8 bodů z deseti. Na serveru Metacritic snímek získal ze 42 recenzí 76 bodů ze sta.

## Ocenění a nominace
| Ocenění                                           | Datum ceremoniálu  | Kategorie                                           | Nominovaný                                                              | Výsledek  |
| ------------------------------------------------- | ------------------ | --------------------------------------------------- | ----------------------------------------------------------------------- | --------- |
| Austin Film Critics Association                   | 8. ledna 2018      | Nejlepší adaptovaný scénář                          | Scott Neustadter a Michael H. Weber                                     | nominace  |
| Austin Film Critics Association                   | 8. ledna 2018      | Nejlepší herec v hlavní roli                        | James Franco                                                            | nominace  |
| Critics' Choice Awards                            | 11. ledna 2018     | Nejlepší herec v hlavní roli                        | James Franco                                                            | nominace  |
| Critics' Choice Awards                            | 11. ledna 2018     | Nejlepší herec v komedii                            | James Franco                                                            | vítězství |
| Critics' Choice Awards                            | 11. ledna 2018     | Nejlepší komedie                                    | James Franco, Vince Jolivette, Seth Rogen, Evan Goldberg a James Weaver | nominace  |
| Critics' Choice Awards                            | 11. ledna 2018     | Nejlepší adaptovaný scénář                          | Scott Neustadter a Michael H. Weber                                     | nominace  |
| Central Ohio Film Critics Association             | 4. ledna 2018      | Nejlepší adaptovaný scénář                          | Scott Neustadter a Michael H. Weber                                     | 2. místo  |
| Central Ohio Film Critics Association             | 4. ledna 2018      | Nejlepší herec v hlavní roli                        | James Franco                                                            | 2. místo  |
| Dallas–Fort Worth Film Critics Association Awards | 13. prosince 2017  | Nejlepší herec v hlavní roli                        | James Franco                                                            | 2. místo  |
| Denver Film Critics Society                       | 15. ledna 2018     | Nejlepší adaptovaný scénář                          | Scott Neustadter a Michael H. Weber                                     | nominace  |
| Denver Film Critics Society                       | 15. ledna 2018     | Nejlepší komedie                                    | The Disaster Artist: Úžasný propadák                                    | nominace  |
| Denver Film Critics Society                       | 15. ledna 2018     | Nejlepší herec v hlavní roli                        | James Franco                                                            | nominace  |
| Detroit Film Critics Society                      | 7. prosince 2017   | Nejlepší film                                       | The Disaster Artist: Úžasný propadák                                    | nominace  |
| Detroit Film Critics Society                      | 7. prosince 2017   | Nejlepší herec v hlavní roli                        | James Franco                                                            | vítězství |
| Florida Film Critics Circle                       | 23. prosince 2017  | Nejlepší herec v hlavní roli                        | James Franco                                                            | nominace  |
| Florida Film Critics Circle                       | 23. prosince 2017  | Nejlepší adaptovaný scénář                          | Scott Neustadter a Michael H. Weber                                     | nominace  |
| Gotham Awards                                     | 27. listopadu 2017 | Nejlepší herec v hlavní roli                        | James Franco                                                            | vítězství |
| Independent Spirit Awards                         | 3. března 2018     | Nejlepší herec v hlavní roli                        | James Franco                                                            | nominace  |
| Hollywood Film Awards                             | 5. listopadu 2017  | Hollywoodské ocenění pro scenáristy                 | Scott Neustadter a Michael H. Weber                                     | vítězství |
| Houston Film Critics Society Awards               | 6. leden 2018      | Nejlepší herec v hlavní roli                        | James Franco                                                            | vítězství |
| Chicago Film Critics Association                  | 12. prosince 2017  | Nejlepší adaptovaný scénář                          | Scott Neustadter a Michael H. Weber                                     | nominace  |
| Chicago Film Critics Association                  | 12. prosince 2017  | Nejlepší herec v hlavní roli                        | James Franco                                                            | nominace  |
| Indiana Film Journalists Association              | 18. prosince 2017  | Nejlepší adaptovaný scénář                          | Scott Neustadter a Michael H. Weber                                     | vítězství |
| Iowa Film Critics Association                     | 9. ledna 2018      | Nejlepší herec v hlavní roli                        | James Franco                                                            | nominace  |
| London Critics' Circle Film                       | 28. ledna 2018     | Nejlepší herec v hlavní roli                        | James Franco                                                            | nominace  |
| Los Angeles Film Critics Association              | 12. ledna 2018     | Nejlepší herec v hlavní roli                        | James Franco                                                            | 2. místo  |
| Mezinárodní filmový festival v San Sebastiánu     | 30. září 2017      | Ocenění zlatá mušle                                 | The Disaster Artist: Úžasný propadák                                    | vítězství |
| Mezinárodní filmový festival v San Sebastiánu     | 30. září 2017      | Ocenění Feroz Zinemaldia                            | The Disaster Artist: Úžasný propadák                                    | vítězství |
| National Board of Review                          | 9. ledna 2018      | Nejlepších deset filmů roku 2017                    | The Disaster Artist: Úžasný propadák                                    | vítězství |
| National Board of Review                          | 9. ledna 2018      | Nejlepší adaptovaný scénář                          | Scott Neustadter a Michael H. Weber                                     | vítězství |
| North Carolina Film Critics Association           | 2. ledna 2018      | Nejlepší adaptovaný scénář                          | Scott Neustadter a Michael H. Weber                                     | vítězství |
| North Carolina Film Critics Association           | 2. ledna 2018      | Nejlepší herec v hlavní roli                        | James Franco                                                            | nominace  |
| North Texas Film Critics Association              | 12. ledna 2018     | Nejlepší herec v hlavní roli                        | James Franco                                                            | nominace  |
| Oscar                                             | 4. března 2018     | Nejlepší adaptovaný scénář                          | Scott Neustadter a Michael H. Weber                                     | nominace  |
| Phoenix Film Critics Society                      | 19. prosince 2017  | Nejlepší herec v hlavní roli                        | James Franco                                                            | nominace  |
| Phoenix Critics Circle                            | 16. prosince 2017  | Nejlepší herec v hlavní roli                        | James Franco                                                            | nominace  |
| Phoenix Critics Circle                            | 16. prosince 2017  | Nejlepší komedie                                    | The Disaster Artist: Úžasný propadák                                    | nominace  |
| Satellite Awards                                  | 10. února 2018     | Nejlepší herec v hlavní roli                        | James Franco                                                            | nominace  |
| Satellite Awards                                  | 10. února 2018     | Nejlepší adaptovaný scénář                          | Scott Neustadter a Michael H. Weber                                     | vítězství |
| Screen Actors Guild Award                         | 21. ledna 2018     | Nejlepší herec v hlavní roli                        | James Franco                                                            | nominace  |
| Seattle Film Critics Society                      | 18. prosince 2017  | Nejlepší film                                       | The Disaster Artist: Úžasný propadák                                    | nominace  |
| Seattle Film Critics Society                      | 18. prosince 2017  | Nejlepší adaptovaný scénář                          | Scott Neustadter a Michael H. Weber                                     | nominace  |
| Seattle Film Critics Society                      | 18. prosince 2017  | Nejlepší herec v hlavní roli                        | James Franco                                                            | nominace  |
| Southeastern Film Critics Association             | 18. prosince 2017  | Nejlepší film                                       | The Disaster Artist: Úžasný propadák                                    | 10. místo |
| Southeastern Film Critics Association             | 18. prosince 2017  | Nejlepší herec v hlavní roli                        | James Franco                                                            | 2. místo  |
| St. Louis Film Critics Association                | 17. prosince 2017  | Nejlepší adaptovaný scénář                          | Scott Neustadter a Michael H. Weber                                     | nominace  |
| St. Louis Film Critics Association                | 17. prosince 2017  | Nejlepší scéná                                      | The Disaster Artist: Úžasný propadák                                    | vítězství |
| St. Louis Film Critics Association                | 17. prosince 2017  | Nejlepší herec v hlavní roli                        | James Franco                                                            | nominace  |
| Utah Film Critics Association                     | 17. prosince 2017  | Nejlepší herec v hlavní roli                        | James Franco                                                            | 2. místo  |
| Utah Film Critics Association                     | 17. prosince 2017  | Nejlepší adaptovaný scénář                          | Scott Neustadter a Michael H. Weber                                     | 2. místo  |
| Toronto International Film Festival               | 17. září 2017      | Ocenění publika                                     | The Disaster Artist: Úžasný propadák                                    | 2. místo  |
| Washington D.C. Area Film Critics Association     | 8. prosince 2017   | Nejlepší herec v hlavní roli                        | James Franco                                                            | nominace  |
| Washington D.C. Area Film Critics Association     | 8. prosince 2017   | Nejlepší adaptovaný scénář                          | Scott Neustadter a Michael H. Weber                                     | nominace  |
| Writers Guild of America Awards                   | 11. února 2018     | Nejlepší adaptovaný scénář                          | Scott Neustadter a Michael H. Weber                                     | nominace  |
| Zlatý glóbus                                      | 7. ledna 2018      | Nejlepší snímek (muzikál nebo komedie)              | The Disaster Artist: Úžasný propadák                                    | nominace  |
| Zlatý glóbus                                      | 7. ledna 2018      | Nejlepší herec v hlavní roli (muzikál nebo komedie) | James Franco                                                            | vítězství |